# Hôtel de Mayenne

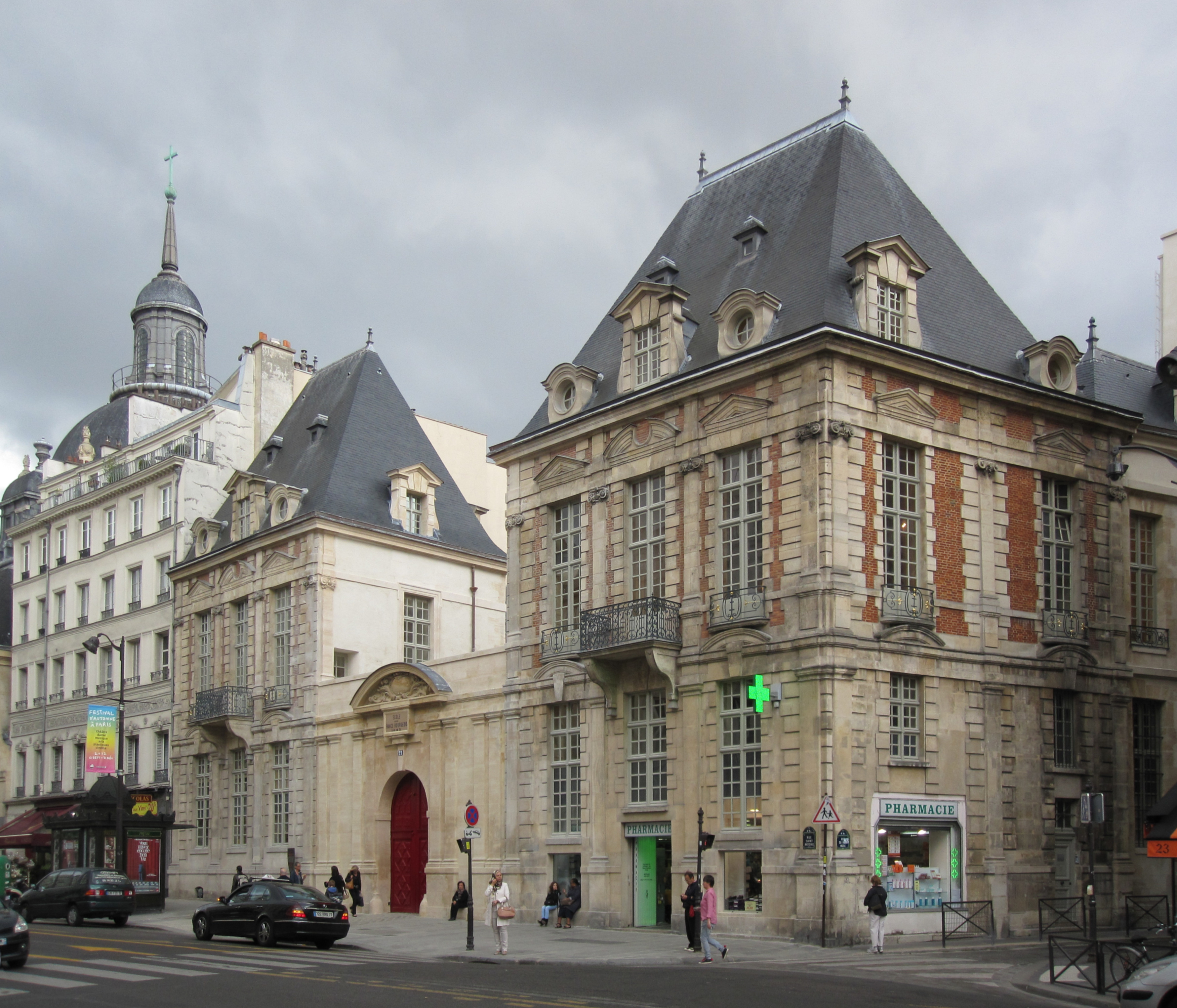
Hôtel de Mayenne in Paris

Das Hôtel de Mayenne ist ein Hôtel particulier im 4. Arrondissement von Paris. Das im 17. Jahrhundert erbaute Gebäude befindet sich an der Rue Saint-Antoine Nr. 21. Das Hôtel de Mayenne ist seit 1974 als Baudenkmal (Monument historique) geschützt.
Die nächsten Metrostationen sind Saint-Paul und Bastille der Linien 1, 5 und 8.

## Geschichte

Wappen des Herzogs von Mayenne

Das Hôtel de Mayenne wurde 1613 bis 1617 nach den Plänen des Architekten Jean Androuet du Cerceau (1585–1649) errichtet. Es befindet sich am Platz des ehemaligen Hôtel du Petit-Muc, das Karl VI. 1378 kaufte und seinem Bruder Louis de Valois schenkte. IM Jahr 1605 kam das Hôtel particulier in den Besitz des Herzogs von Mayenne, Charles II., nach dessen Name der Stadtpalast heute benannt ist. Auf dem westlichen Nachbargrundstück befand sich der Couvent des Visitandines und an der östlichen die noch heute existierende Straße Petit-Musc.

## Architektur
Vom Vorgängerbau ist nahezu nichts mehr erhalten. Jean Androuet du Cerceau ließ unter anderem eine große Prachttreppe errichten und die Fassade zur Rue Saint-Antoine neu gestalten. Der Erbe Henri de Lorraine, duc de Mayenne ließ Balkone zur Straße hin anbringen, die mit dem Lothringer Kreuz geschmückt sind. Weitere Baumaßnahmen fanden 1707/09 unter Charles Henri de Lorraine statt, die vom Architekten Germain Boffrand geleitet wurden.

## Heutige Nutzung
Im Jahr 1870 wurde von den Frères des écoles chrétiennes in dem Gebäude eine Schule eingerichtet. Heute befindet sich im Hôtel de Mayenne und den Nachbargebäuden eine Grundschule (école primaire), ein Collège und ein Lycée. Seit 2011 findet eine umfassende Renovierung des Gebäudes statt.